# Ингевальд Фолькессон
Ингевальд Фолькессон (швед. Ingevald Folkesson), согласно недавним исследованиям — сын Фольке Фильбютера и отец Фольке Толстого, что делает его одним из родоначальников Дома Бьельбу. Согласно гипотезе историка Адольфа Шюка, Ингевальд может быть Ингевальдом, упомянутым в надписи на руническом камне из церкви Бьельбу: Ингевальд возвёл этот камень в память о Стивальде, его брате, прекрасном парне, сыне рода Спиальбода. Этим я исполнил обещанное. Впрочем, Ингевальд ставится историками под сомнение как отец Фольке.